# Éloge des frontières
Éloge des frontières est un essai de Régis Debray publié en 2010 aux éditions Gallimard. Il s'agit du texte d'une conférence donnée par l'auteur à la Maison franco-japonaise de Tokyo le 23 mars 2010. Il fait écho au séminaire tenu à la Fondation des Treilles en février 2010 par la revue Médium, et dont les actes sont reproduits dans son numéro 24-25 intitulé « Frontières ».

## Résumé
Dans cet essai, l'auteur s'attache à réviser philosophiquement la notion de frontière telle qu'elle est communément admise en France. Loin d'être une cloison étanche, la frontière représente selon lui une zone d'échange, qu'il compare à la peau, à la membrane d'une cellule, ou à une passoire.

« Dire d'une frontière qu'elle est une passoire, c'est lui rendre son dû : elle est là pour filtrer. »

Poursuivant son analogie avec la biologie, Régis Debray affirme que la frontière permet l'émergence de la vie.
L'œuvre est un plaidoyer pour la permanence d'une diversité des peuples et des nations, au détriment de l'idée du village mondial.

## Éditions
- Éloge des frontières, éditions Gallimard, 2010,  (ISBN 978-2-07-013158-7)
- Éloge des frontières, éditions Gallimard, 2013,  (ISBN 978-2-07-045305-4)